# Fondacija za prusko kulturno nasljeđe
Fondacija za prusko kulturno nasljeđe (nem. Stiftung Preußischer Kulturbesitz), sa sjedištem u Berlinu u Njemačkoj je javna fondacija pod ingerencijom njemačkog saveznog ministarstva kulture. Finansirana od strane nemačke federalne vlade i saveznih pokrajina, ova fondacija je jedna od najvećih kulturnih institucija na svijetu. Osnovana je federalnim zakonom nekadašnje Zapadne Njemačke 1957. godine sa zadatkom da povrati i zaštiti kulturnu baštinu bivše države Pruske. Pod njenom nadležnošću je sedamnaest muzeja, Berlinska državna biblioteka, Tajni državni arhivi i nekoliko zbirki. Upravni organi fondacije sa predsjednikom na čelu svoje sjedište imaju u berlinskom Tirgartenu, opština Mite.
Od ponovnog ujedinjena Njemačke Fondacija upravlja s imovinom bivših istočnonjemačkih kulturnih fondacija.
Fondacija svake godine daje nagradu Feliks Mendelson-Bartoldi za djela dovršena u njemačkim muzičkim konzervatorijima.

## Nastanak, zadaci, organizacija
Fondacija je osnovana 6. avgusta 1957. stupanjem na snagu federalnog zakona, dok je uredbom nemačke savezne vlade 1961. godine fondacija dobila statut. Primarni cilj pri osnivanju je bila briga i očuvanje kulturnih dobara bivše države Pruske. Nakon ujedinjenja Njemačke bitan zadatak je postalo i spajanje do sada odvojenih zbirki iz istočnog i zapadnog dijela države. 
Na osnovu arhivske građe i zbirki pruske države su nastale sljedeće ustanove, koje su pod upravom fondacije:
- Berlinski državni muzeji (njem. Staatliche Museen zu Berlin) sa 15 zbirki u 19 ispostava
- Berlinska državna biblioteka (njem. Staatsbibliothek zu Berlin ) na dve lokacije
- Tajne državne arhive pruskog kulturnog dobra (njem. Geheimes Staatsarchiv Preußischer Kulturbesitz)
- Ibero-američki institut (njem. Ibero-Amerikanisches Institut)
- Državni institut za istraživanje muzike (njem. Staatliches Institut für Musikforschung)

Fondaciju finansira federalni nivo države u udjelu od 75%, dok preostalih 25% otpada na savezne pokrajine, sve zajedno. Troškove održavanja, kao i operativne troškove Muzejskog ostrva, trenutno, u potpunosti snosi federacija.
Fondacija godišnje dodjeljuje nagradu Feliks Mendelson-Bartoldi kao priznanje najboljim mladim muzičarima sa nemačkih škola. Svake pete godine fondacija dodjeljuje i nagradu Ernst Valdšmit.

## Predsjednici fondacije
Fondacijom za prusko kulturno nasljeđe su rukovodili, odnosno rukovode sljedeći predsednici:
- 1967–1977: Hans-Georg Vormit
- 1977–1998: Verner Knop
- 1999–2008: Klaus-Diter Leman
- od marta 2008: Herman Parcinger

## Spoljašnje veze
- (језик: енглески) Prussian Cultural Heritage Foundation website Архивирано на веб-сајту  (18. мај 2010)
- (језик: немачки)Življena ustana stvarnost. 50 godina fonacije za prusko kulturno nasljeđe, Deutschlandradio, 25. jul 2007, Radio-Feature
- (језик: немачки)Fondacija za prusko kulturno nasljeđe na nemačkoj digitalnoj biblioteci